# 그릭스
그릭스(Greeeks) 옵션 가격결정 함수의 변수 중 하나를 가리키는 문자이다.
옵션의 가격 결정함수는 S, K, r, T, t, σ라는 모수와 변수들로 이루어진 함수이다. 포트폴리오의 가치나 옵션 가격을 이 모수들과 변수들로 미분한 것을 그릭스라고 한다. Greeks라 불리 우는 이유는 이 미분함수들이 △, Γ, Θ, ν, ρ의 그리스 문자로 이루어져 있기 때문이다.
(1)	Delta[Δ] Δ=∂V/∂S
델타는 기초자산의 가격 변화에 대한 파생상품의 변화로 정의된다.
(2)	Gamma[Γ] Γ=∂∆/∂S=∂/∂S (∂V/∂S)=(∂^2 V)/(∂S^2 )
옵션포트폴리오의 감마(gamma[Γ])는 기초자산의 가격변화에 대한 포트폴리오 델타의 변화이다. 이는 자산가격에 대한 포트폴리오의 2차 편도함수(second partial derivative)이다.
(3)	Theta[Θ] Θ= ∂V/∂t
세타(Theta[Θ])는 시간 t가 경과함에 따라 파생상품증권의 가격 V가 어떻게 변화하는지 나타내는 척도로 다음과 같이 정의된다.
(4) Vega[ν] ν= ∂V/∂σ
BSM Formula를 유도할 때, S_t(t시점에서 기초자산의 가격)의 변동성이 일정하다고 가정하였다. 그러나 실제로 변동성은 시간 t에 대해서 상수가 아니다. 변동성 σ가 변화할 때 파생상품 증권의가격 V가 어떻게 변화하는지 보는 척도가 바로 베가이다. 따라서 베가는 파생상품의 가격을 변동성σ로 미분한 값이다.
(5)	Rho[ρ] ρ= ∂V/∂r
무위험자산의 이자율 r이 변화할 때 파생상품증권의 가격 V가 어떻게 변화하는지 나타내는 척도로서 Rho가 사용된다.

## 같이 보기
- 알파 (금융)
- 베타 (금융)

## 참고 문헌
- "연세대학교 리스크 전문 학회 Y-Form 자료"[쪽 번호 필요]
- JOHN.C.HULL, Options, Futures, and other derivatives[쪽 번호 필요]